# ديفيد لينز
ديفيد لينز (بالإنجليزية: David Lenz)‏ هو رسام أمريكي، ولد في 1962.